# Coordonnées d'espace-temps
Les coordonnées d'espace-temps sont des systèmes de coordonnées utilisés pour exprimer la position d'un événement dans l'espace-temps.
Les notations usuelles sont les suivantes :
où :
- xμ, avec μ = 0, 1, 2, 3, sont les coordonnées d'espace-temps ;
- x0 est la coordonnée temporelle ;
- xi, avec i = 1, 2, 3, sont les coordonnées spatiales.